# Соглашение об экономическом партнёрстве между Европейским союзом и Японией
Соглашение об экономическом партнёрстве между Европейским союзом и Японией — соглашение о зоне свободной торговли ЕС и Японии (в англоязычной прессе известной как англ. Japan-EU free trade agreement, JEFTA), подписанное 21 декабря 2018 г. ЕС и Япония являются одними из крупнейших игроков на международной арене с общим населением 630 млн человек и долей мирового ВВП около 30 % на 2018 г.

## История создания и характеристика переговоров
Япония является давним партнёром ЕС, отношения между ними неуклонно развиваются, начиная от торговли и инвестиций и заканчивая широким спектром вопросов в других областях.
Первый раунд переговоров по соглашению об экономическом партнёрстве ЕС и Японии прошёл в апреле 2013 г. Всего с 2013 г. по 2018 г. было проведено 18 раундов переговоров.
Изначально стороны установили срок подписания договора на конец 2015 г., однако он был сорван. Новый срок назначали на конец 2016 г., в течение этого времени лидеры ЕС и Японии не раз проводили встречи. Однако и к этому сроку достичь соглашения не удалось. Одним из важнейших препятствий являлся вопрос о тарифах на импорт европейской сельскохозяйственной продукции в Японию (свинина, сыры, говядина и др.).
Также на переговоры повлияли следующие факторы: Brexit, который порождал неопределённость у японских правящих и деловых кругов, а также пристальное общественное внимание граждан ЕС к подписанию международных договоров. Так, например, в Бельгии произошли протестные акции в связи с подписанием ранее подобного соглашения с Канадой. Данный инцидент вызвал немалое беспокойство у японских партнёров, которые опасались повторения ситуации.
Несмотря на все сдерживающие факторы, о принципиальном намерении заключить масштабное соглашение о зоне свободной торговли стороны объявили в начале июля 2017 г. перед открытием саммита G20 в Гамбурге. Тем самым Токио и Брюссель направили ясное и однозначное послание лидерам «двадцатки» о своей решимости защищать справедливую торговлю и противодействовать протекционизму.
17 июля 2018 г. Евросоюз и Япония подписали в Токио соглашение о зоне свободной торговли. Япония стала второй из стран G7 после Канады, с которой Европейский Союз заключил масштабное торговое соглашение.
21 декабря 2018 г. в Брюсселе произошёл обмен дипломатическими нотами относительно подписания Соглашения об экономическом партнёрстве между Европейским союзом и Японией. Соглашение призвано способствовать либерализации и упрощению торговли товарами и услугами и расширению инвестиционных возможностей между данными странами.

## Характеристика ВЭС ЕС и Японии
Япония и ЕС имеют довольно длительную историю взаимоотношений. Страны исторически имели довольно тесные экономические и политические связи. Однако, двусторонние соглашения о сотрудничества не были оформлены вплоть до 1991 г., когда была подписана совместная Декларация, заложившая базу для регулярных двусторонних встреч официальных лиц ЕС и Японии на высшем уровне.
По данным на 2018 г., Япония является вторым по величине торговым партнёром ЕС в Азии после Китая. В совокупности на долю ЕС и Японии приходится около четверти мирового ВВП (2018 г.).
Динамика экспортных и импортных операций между Японией и ЕС в 1995—2017 гг., млрд долл. США
С 1995 г. наблюдается интенсивный товарообмен ЕС и Японии. При этом, торговые отношения между ЕС и Японией обычно характеризовались большим профицитом в пользу Японии примерно до 2012 г. В 2012—2014 гг. взаимная торговля стала более сбалансированной, однако затем начался возврат к прежнему тренду.
На торговлю с Японией в течение длительного времени приходилась значительная доля (почти три пятых в 1992 г.) общего торгового дефицита ЕС. Профицит Японии с ЕС вырос с 0,8 млрд экю в 1970 г. до 34,1 млрд экю в 1992 г..
Подобная динамика и в 1990-е гг. и в 2010-х гг. объясняется несколькими факторами:
1. У Японии мало собственного сырья и источников энергии. Экономика Японии специализируется на высокотехнологичных продуктах, таких как машины и транспортное оборудование, за счёт которых в основном и достигается профицит в пользу Японии.
2. Европейские производители были не в состоянии проникнуть на рынки Японии. Японский импорт из Европы в 1990-х гг. был на 25 % — 45 % меньше, чем можно было бы ожидать[10]. После подписания соглашения о зоне свободной торговли европейские производители имеют все шансы найти свою нишу на японских рынках.

До заключения JEFTA Япония оставалась более закрытой для внешней торговли и инвестиций, чем другие развитые промышленные страны. Подобное положение дел являлось следствием структурных рыночных барьеров, создаваемых интеграцией крупных фирм друг с другом. Многие японские компании являлись членами keiretsu, групп, состоящих из компаний с перекрестным пакетом акций друг в друге. Члены этих бизнес-групп предоставляли друг другу преференциальный режим в качестве предпочтительных поставщиков и клиентов. Дальнейшая координация обеспечивалась Министерством международной торговли и промышленности (MITI). Тем самым иностранным компаниям было затруднительно устанавливать торговые и инвестиционные взаимоотношения с японскими организациями.
Товарная структура экспортных и импортных операций между ЕС и Японией в 2017 г., %
Если говорить о товарной структуре экспорта и импорта, то в экспорте в ЕС преобладают автомобили, оптические и медицинские инструменты и химикаты. В импорте из ЕС преобладают автомобили, фармацевтические препараты, оптические и медицинские инструменты и электрические приборы, а также продовольствие. Как можно заметить, торговля между ЕС и Японией в основном имеет внутриотраслевую направленность. Так, например, экспорт химических веществ и продуктов в ЕС включает высокоэффективные, функциональные, химические материалы, такие как защитные плёнки для ЖК-дисплеев, поляризаторы, сложные полупроводники и углеродные волокна. Тогда как импорт химических веществ и продуктов из ЕС в Японию включает такие продукты, которые применяются в производстве высокотехнологичной продукции в IT сфере, автомобилестроении, робототехнике.
В то же время между ЕС и Японией наблюдается и межотраслевая торговля. Япония импортирует продовольствие (мясо, молочную продукцию, вино, пшеницу, кормовые культуры). Это связано с тем, что страна испытывает острую нехватку пахотных земель (лишь 11 % всей территории), уровень самообеспеченности сельскохозяйственной продукцией страны в 2017 г. — 39 %, а под контролем государства находится крупная часть сельскохозяйственного сектора.
Изменение торговли услугами между Японией и ЕС в 1995—2017 гг., млрд долл. США
Если же говорить о рынке услуг, то ситуация здесь несколько противоположна. Из графика видно, что импорт услуг в Японию из ЕС с 2010 г. всегда превышал экспорт японских услуг в ЕС . При этом к 2017 г. разрыв не сократился, а лишь увеличился. В основном Япония импортирует услуги, связанные с финансами, транспортом и телекоммуникациями. К экспорту из Японии можно отнести финансы и транспорт. Важной статьёй в экспорте услуг в ЕС является плата за пользование интеллектуальной собственностью.
Торговля услугами между ЕС и Японией в разбивке по секторам в 2017 г., %
Поток прямых иностранных инвестиций между ЕС и Японией в 1996—2017 гг., нетто, млрд долл. США
Если говорить про инвестиции, то можно увидеть, что объём ПИИ в Японию из ЕС возрастает с 2001 г. (несмотря на некоторые провалы в кризисные года), что говорит нам о том, что европейские инвесторы заинтересованы в Японии и в тесном сотрудничестве с ней.
По данным трансграничного инвестиционного мониторинга FDi Markets, в Западной Европе наблюдается значительный рост числа проектов ПИИ, исходящих из Японии в период с 2013 по 2017 гг . В 2013 г. Япония объявила 134 проекта в Западной Европе. С этого момента японские ПИИ в Западную Европу демонстрируют быстрый рост числа проектов, капиталовложений и создания рабочих мест. ПИИ в Западную Европу из Японии выросли на 22 % в 2014 г. и продолжали расти, увеличившись на 6 % в 2015 г. и на 17 % в 2016 г. Количество проектов ПИИ, достигших максимума в 2017 г., составило 211.
Большинство японских проектов в области прямых иностранных инвестиций были направлены в Германию, Великобританию, Францию, Испанию и Бельгию. Германия была ведущей страной вложения, на которую приходилось 27 % всех проектов в области ПИИ из Японии в период с 2013 по 2017 гг. ПИИ в Германию за этот период привели к созданию 7280 рабочих мест и инвестициям в размере 2,73 млрд долларов.
Ведущим отраслевым сектором для проектов в области ПИИ в период с 2013 по 2017 гг. было производство промышленной техники, оборудования и инструментов, которые занимали 14,65 % рынка. Объём проектов в этом сегменте достиг своего пика в 2016 г. Было отслежено 32 проекта.
Увеличение японских проектов в ЕС за представленный период времени могло быть связано с подготовкой к подписанию соглашения о создание зоны свободной торговли между Японией и ЕС.

## Цели создания
Основная цель соглашения JEFTA заключается в либерализации и содействии торговле, инвестициям и более тесным экономическим отношениям. Также сформулированы следующие более конкретные цели:

#### Либерализация рынка товаров.
Либерализация торгового режима между Японией и ЕС предусматривает не только отмену таможенных тарифов, но и постепенную ликвидацию нетарифных ограничений на импорт, которые традиционно служат основным инструментом протекционизма. В долгосрочной перспективе их отмена предполагает существенное повышение конкурентоспособности продукции обеих стран и расширение поставок.

#### Либерализация рынка услуг.
В рамках данной цели планируется содействие эффективной, прозрачной и предсказуемой нормативной среды, продвижению совместных подходов к регулированию и сокращению излишне обременительных, дублирующих или расходящихся нормативных требований, укреплению двустороннего сотрудничества между сторонами на международных форумах.

#### Обеспечение гарантии высоких экологических стандартов.
Данное положение документа затрагивает основные проблемы, такие как: климат, лесные и рыбные ресурсы. ЕС и Япония обязуются выполнять основные нормы международных природоохранных соглашений, включая Рамочную конвенцию ООН об изменении климата, а также Парижское климатическое соглашение. Стороны также обязуются сохранять и устойчиво использовать природные ресурсы, а также решать вопросы биоразнообразия, лесного хозяйства и рыболовства.

#### Создание правил защиты конфиденциальности данных.
В Европейском Союзе существуют ограничения на то, что компании могут делать с информацией, которую они получают в Интернете. Согласно закону, данные европейцев должны сохраняться на европейских серверах. В связи с этим ничто в Соглашении не требует от Сторон представления конфиденциальной информации, раскрытие которой будет препятствовать выполнению их законов и правил или иным образом противоречить общественным интересам или которое нанесёт ущерб законным коммерческим интересам конкретных предприятий. Когда в соответствии с настоящим Соглашением одна из Сторон предоставляет другой Стороне информацию, которая считается конфиденциальной в соответствии с её законами и правилами, другая Сторона сохраняет конфиденциальность предоставленной информации, если только Сторона, предоставляющая информацию, не согласится на иное.

#### Стимулирование взаимных инвестиций[19].
ЕС и Япония обязуются обеспечить более углублённый учёт платёжного баланса и свободное движения капитала. Стороны также будут проводить консультации друг с другом с целью облегчения инвестирования. Оговаривается, что ЕС и Япония не должны принимать в отношении друг друга ограничений, касающихся количества создаваемых предприятий, исключительных прав или требований проверки экономических потребностей, общей стоимости транзакций или активов, общего количества операций и участия иностранного капитала с точки зрения максимального процентного лимита на иностранный пакет акций или общей стоимости индивидуальных или совокупных иностранных инвестиций.

#### Устранение и гармонизация нетарифных торговых барьеров.
По истечении 10 лет с даты вступления Соглашения в силу или по запросу ЕС или Японии обе стороны будут оценивать появляющиеся в результате действия нетарифных мер вопросы и реализовывать эффективное решение возможных дисбалансов. В результате этой оценки ЕС и Япония будут проводить консультации для рассмотрения вопроса о расширении сферы действия существующих обязательств или принятии дополнительных обязательств, представляющих взаимный интерес.
Снижение нетарифных мер возможно по двум крайним сценариям: минимальное и максимальное снижение, которые составляют возможный диапазон достижения либерализации торговли. JEFTA принимает ряд мер, способствующих гармонизации отличающихся положений, стандартов и требований к вопросам оформления и оценки административных вопросов. Среди подобных: принятие международных стандарты по автотранспорту, изделиям медицинской и текстильной промышленности, упрощение процесса санитарной и фитосанитарной очистки.

#### Расширение сотрудничества между малыми и средними предприятиями (МСП)[21][22].
В данном направлении обе стороны смогут создать более совершенную систему сотрудничества в области МСП за счёт определения и защиты путей обмена информацией; участия в работе специализированных комитетов и рабочих групп; проведения мероприятий, способствующих сотрудничеству с экспертами в области МСП и внешними организациями.

## Ключевые моменты соглашения
Торговля товарами

Уступки ЕС
- Отмена пошлин на ряд товаров, в том числе: легковые транспортные средства и комплектующие к ним в течение 7 лет[23][24]; промышленные товары, в том числе: химикаты, пластмассы, косметика, ювелирные украшения[25]), соевый соус, зелёный чай, два типа японского сакэ — сётю и нихонсю[23];
- Соглашение гарантирует, что государственные контракты в Европе и Японии теперь равно доступны для поставщиков из обеих стран.

```

```

Уступки Японии
- Япония со временем уберёт пошлины на 85 % тарифных линий с ненулевой ставкой для товаров из ЕС[25]. Отмена пошлин произойдёт на ряд важнейших товаров, в том числе: некоторые виды сыра[26], свинина с 4,3 % в течение 10 лет[25], вино и алкогольные напитки, говядину с 38,5 % до 9 % в течение 15 лет[27], некоторые переработанные с/х продукты (шоколад, макаронные изделия, кондитерские изделия, томатные пасты и т. д.), промышленные товары (химикаты, пластмассы, косметика, текстиль[28], ювелирные украшения[25], на обувь в течение 10 лет[25].;
- Япония приняла международные стандарты по медицинским изделиям, текстильной промышленности, автотранспортным средствам и лекарственным препаратам, тем самым открыв свой рынок европейским товарам этих отраслей[25].
- В 48 крупнейших японский городах предоставлены равные условия участия в государственных тендерах для европейских компаний. Это особенно выгодно производителям поездов, таким как Siemens из Германии и Alstom из Франции[24].
- Соглашение между ЕС и Японией признаёт особый статус и обеспечивает защиту на японском рынке более 200 европейских сельскохозяйственных продуктов определённого европейского географического происхождения[28];

Тем не менее, из соглашения исключены наиболее чувствительные для Японии продукты: рис, морские водоросли и китовое мясо.

Обе стороны обеспечивают выполнение следующих пунктов:
- Защита данных. Стороны признали системы защиты данных друг друга «эквивалентными», что позволит безопасно передавать данные между ЕС и Японией, создавая крупнейшую в мире зону безопасных потоков данных.
- Ограничение субсидирования. Стороны подтверждают своё обязательство проявлять максимальную сдержанность в отношении экспортных субсидий и экспортных мер с эквивалентным эффектом.
- Непредвзятость лицензирования. Каждая Сторона обязуется применять справедливые, недискриминационные и прозрачные процедуры по отношению к лицензируемому экспорту.
- Кроме того, соглашением предусмотрены защитные меры по ряду необычных для подобного соглашения вопросов: киберпреступности, защиты климата, защиты при обмене данными (дополнительное соглашение)[29].

По истечении 10 лет с даты вступления в силу Соглашения или по запросу какой-либо стороны, участники оценивают, могут ли вопросы, возникающие в результате нетарифных мер в отношении товаров, быть эффективно решены в рамках настоящего Соглашения. Если проблемы не решаемы с помощью действующего соглашения, оно пересматривается.

Либерализация рынка услуг, а именно:
- Финансовых (более глубокое сотрудничество в области нормативного регулирования. Либерализации подлежат практически все виды банковских услуг: депонирование и кредитование всех видов, лизинговые операции, платежи и переводы, торговля и обмен валюты, работа с ценными бумаги и производными инструментами, брокерская деятельность, услуги клиринга и управления активами);
- Телекоммуникационных (равные условия для поставщиков телекоммуникационных услуг)
- Транспортных (открытый и недискриминационный доступ к международным морским услугам (непосредственно транспорт и все связанные с ним услуги), а также доступ к портам и портовым услугам);
- Электронной торговли (поскольку в ВТО обговаривается вопрос о введении пошлин на электронные транзакции, этот пункт является важной частью соглашения. При этом, стороны обязались НЕ вводить таможенных платежей за передачу информации посредством сети интернет. Также участники соглашения признают юридическую силу электронных договоров и электронных подписей друг друга. Соглашение предусматривает обязательства в отношении защиты персональных данных)
- Почтовых и курьерских услуг (соглашение содержит положения об обязательствах по универсальному обслуживанию, пограничных процедурах, а также независимости регулирующих органов. Это поможет обеспечить равные условия для почтовых и курьерских услуг между ЕС и Японией).

Инвестиции.
Каждая Сторона разрешает в отношении операций с капиталом и финансового счета платёжного баланса свободное движение капитала, платежей и переводов с целью либерализации инвестиций и других операций. Однако, они могут быть приостановлены в случае серьёзных кризисов платёжного баланса или макроэкономических трудностей. Тем не менее, соглашение о свободной торговле между Японией и ЕС предусматривает широкий доступ к рынкам друг друга для трансграничных инвесторов, поскольку условия для инвестирования выравниваются. Как и в главе, посвящённой условиям обмена товарами в Соглашении, в разделе, посвящённом инвестициям, применяются стандарты национального режима и наиболее благоприятствуемой нации.
Важно отметить, что инвестиционная либерализация не распространяется на несколько секторов: услуги морской перевозки, воздушной перевозки или аудиовизуальные услуги.
Отсутствуют ограничения на количество предприятий другой стороны, квоты не могут быть установлены. Стоимость транзакций и активов не может быть ограничена. То же самое относится к общему количеству операций, общей сумме вложенного капитала и к участию иностранного капитала с точки зрения максимального процентного лимита на иностранный пакет акций, общее количество физических лиц, которые могут быть наняты в конкретном секторе или которые предприятие может нанять в рамках квот.
В соглашении отсутствует положение об урегулировании споров в отношении инвестиций. Эти положения обычно систематически включаются в соглашения такого рода, и они представляют собой ключевую опору международного права. Однако из-за идеологических различий в JEFTA такие механизмы не были включены, что означает, что частные инвесторы не будут иметь права подвергать сомнению решения, принятые государственными органами, которые они могут посчитать неблагоприятными и наносящими ущерб их инвестициям.
В целом, условия Соглашения между ЕС и Японией либерализует торговлю и инвестиции между участниками. Тем не менее, могут быть введены некоторые ограничения при определённых обстоятельствах, например, если они предпринимаются для защиты общественной безопасности и морали, а также для поддержания общественного порядка, прав человека, флоры и фауны.

## Выгоды

### Выгоды Японии от создания и развития JEFTA
Торговля товарами и услугами между ЕС и Японией на 2018 г. составила 150 млрд евро, и создание JEFTA позволит увеличить объём поставок между регионами-партнёрами на 29 % для Японии и на 34 % для ЕС. С апреля 2019 г. запущен в действие семилетний план снижения тарифов на импорт «чувствительных» товарных позиций (для Японии — это в первую очередь вина и мясомолочные продукты, для ЕС — автомобили), в результате чего к концу этого периода в Японию будут беспошлинно ввозиться 94 % товаров из ЕС, а в ЕС — 99 % товаров из Японии, если в структуре взаимной торговли за это время не произойдёт больших изменений. Что касается Японии, то более тесное экономическое сотрудничество с Евросоюзом даст ей следующие преимущества:
- увеличение ВВП Японии на 1 % благодаря отмене тарифов со стороны ЕС европейских тарифов[32], а также рост благосостояния страны на 18 млрд евро[21];
- развитие японской автомобильной промышленности в связи с созданием производственных площадок и рабочих мест на японских автомобильных заводах в Европе, отменой ввозной пошлины на японские автомобили и комплектующие в течение 8 лет (на 2019 г. — 10 %)[30][33], увеличением японского экспорта в ЕС автомобилей и электроники[34];
- рост объёмов поставок европейских продуктов питания в Японию[24].

### Выгоды для ЕС от создания и развития JEFTA
Ожидается, что для стран ЕС соглашение принесёт следующие выгоды:
- Увеличение ВВП стран ЕС при отмене тарифов на 0,01 %, и при согласовании нетарифных методов регулирования на 0,03 % или 4,4 млрд евро[21];
- Увеличение экспорта ЕС в Японию на 13,2 %, а импорта на 23,5 %[35];
- Положительное влияние на добавленную стоимость в агропродовольственной промышленности в диапазоне от 0,2 % до 0,8 %[35];
- Рост производства текстиля, одежды и кожаных изделий на 2 % (7 млрд евро)[35];
- Либерализация сектора услуг (финансы и туризм) принесёт дополнительный доход в размере почти 2 млрд евро[21];
- Рост реальной заработной платы. В целом ожидаются положительные изменения реальной заработной платы и для низко- и для высококвалифицированных работников. Наибольшие успехи прогнозируются исследованием TSIA (2016), согласно которому реальная заработная плата вырастет на 0,68 % и 0,70 % для людей с низкой и высокой квалификацией[19];
- Помимо выгод непосредственно для производителей, соглашение приносит выгоду потребителям — японские товары станут значительно дешевле. Отмена тарифов сэкономит потребителям и импортёрам ЕС 1 млрд евро в год[36]. Что касается обычных граждан — для ЕС каждый миллиард евро в торговле поддерживает 14 000 рабочих мест по всему Союзу[37].

Важность сделки очевидна для обеих сторон: соглашение, объединяющее две страны с высокими уровнями доходов будет приносить выгоды за счёт стимулирования торговли внутри секторов, минимизации перемещения в секторах и положительного влияния на занятость. Агропродовольственные товары, текстиль и кожгалантерея — те отрасли, где ЕС может ожидать наибольшую прибыль. Для Японии такими отраслями будут являться автомобильная промышленность и электроника. Кроме того, JEFTA может укрепить роль и влияние Японии на международной арене, а также усилит экономическое присутствие ЕС и его политическую значимость в Азиатско-Тихоокеанском регионе. Выходя за рамки экономических выгод, усиленное сотрудничество укрепит способность обеих сторон формировать ход глобальных событий, чтобы лучше отражать их общие интересы и ценности, такие как их приверженность основанной на правилах глобальной торговой системе.

## Возможные проблемы

### Возможные проблемы для Японии
Наибольшая степень уступок с японской стороны — это снижение тарифов на продукты питания и вино. Приток конкурентоспособных европейских продуктов может стать значительной проблемой для Японии. Несмотря на то, что по состоянию на март 2019 г. действующая таможенная защита касается в основном товаров премиального сегмента, список компаний, которые окажутся затронуты её снятием, сравнительно велик и включает в себя значимых для Японии бизнес-игроков. Местные производители могут потерять достаточно большую долю прибыли, есть риск, что часть из них вообще уйдут с рынка.
Ещё одна проблема заключается в том, что JEFTA может значительно усугубить отношения между Японией и США. Японское правительство старается избежать резкого обострения отношений с США, по причине критической важности хороших контактов с американскими властями для японского бизнеса.
И сам С. Абэ, и члены его кабинета публично избегают прямых выпадов в адрес Д. Трампа, ограничивая себя пропагандой «позитивной» повестки — призывами бороться с протекционистскими настроениями и действиями, налаживать многосторонний диалог в интересах сохранения и укрепления либерального международного экономического порядка. Несмотря на это, данное торговое соглашение может оказать сильное негативное влияние на японскую торговлю с США.

### Возможные проблемы для ЕС
В ходе подписания договора возник ряд проблем между ЕС и Японией, в которых мнения представителей стран расходятся. Первая проблема, по которой возникли сложности в согласовании — урегулирование споров в сфере экологии. Предложение ЕС — использовать судебную систему, а не специальный арбитраж, который подвергается резкой критике со стороны европейских законодателей и экологических групп за слишком мягкое отношение к интересам экологической сферы. Позиция Японии — существующих институтов достаточно для урегулирования вопросов.
Разные взгляды на урегулирование возможных экологических проблем вызывают большое недовольство и опасение как у представителей ЕС, так и у представителей Японии. На данном этапе переговоров вопросы китобойного промысла и незаконной вырубки лесов не были обсуждены. Гринпис охарактеризовал сделку как «огромную передачу власти от людей крупному бизнесу».
Законодательство Японии не запрещает вырубать леса незаконно, а скорее, «поощряет» законную вырубку леса. В ЕС же существует строгие правила по этому вопросу. Таким образом, существует ряд вероятных проблем для ЕС: Предоставление преимущества японским компаниям в нечестной конкуренции перед коллегами из ЕС, позволяя им вести торговлю с незаконно поставленной древесиной безнаказанно. Также существует вероятность подрыва попытки ЕС мобилизовать страны на борьбу с незаконной вырубкой лесов через национальное законодательство.
К проблемам экологии можно отнести опасение, что питьевая вода перестанет быть общественным достоянием и станет товаром. По мнению некоторых представителей Германии, данное соглашение может привести к дальнейшей приватизации общественной инфраструктуры, в том числе в сфере водного хозяйства. Проблема в настоящий момент особо актуальна в Германии, т.к власти Германии неохотно предоставляют доступ частным компаниям в данной сфере на рынок.
В целом, по состоянию на март 2019 г. на основании доступных оценок и проведённых исследований серьёзные угрозы для стран ЕС не просматриваются.

## Значение для третьих стран
Данное соглашение не ухудшает доступ на рынки ЕС и Японии других стран, оно лишь даёт двум сторонам-участницам более благоприятные условия по отношению друг к другу. Тем не менее, структура торговли стран-участниц явно изменится в сторону увеличения взаимного присутствия на рынках друг друга, и сокращения присутствия третьих стран. Так, в частности, ожидается, что американская говядина, свинина, вино, обувь, косметика, пластик и ряд других товаров станут менее конкурентоспособные на японских рынках.
Главным же значением соглашения между Японией и ЕС для других стран станет тот факт, что на мировой арене появится сильный блок, который будет продвигать свои идеи о том, как должна строиться торговля между странами, и другим странам, какими бы они крупными не были, придётся мириться с новыми условиями и стандартами.
Во времена сворачивания второй волны глобализации, когда страны все больше начинают заниматься протекционизмом, данное соглашение должно звучать как громкое заявление о том, что взаимная торговля ещё может принести много пользы странам. Так, по мнению японского министра Т. Мотеджи, в то время как протекционизм наступает, подписание соглашения между ЕС и Японией должно продемонстрировать миру твердую политическую волю отстаивать свободу торгового обмена. Это означает, что JEFTA станет «мощным сигналом» против американского протекционизма, а также конфликтов и хаоса в торговле.
Также данное соглашение поможет ЕС продвинуться дальше на Восток для того, чтобы выстроить более выгодные торговые отношения с Китаем. В случае, если данный вектор развития политики ЕС не сработает, союз как минимум может стать сильным противовесом одной из крупнейших экономик мира.